# Jean Renoir
Pour les articles homonymes, voir Renoir.
Jean Renoir est un réalisateur et scénariste français né le 15 septembre 1894 à  Paris 18e et mort le 12 février 1979 à Beverly Hills (Californie).
Ses films ont profondément marqué les mutations du cinéma français entre 1930 et 1950, avant d'ouvrir la voie à la Nouvelle Vague.

## Biographie

### Famille et jeunesse

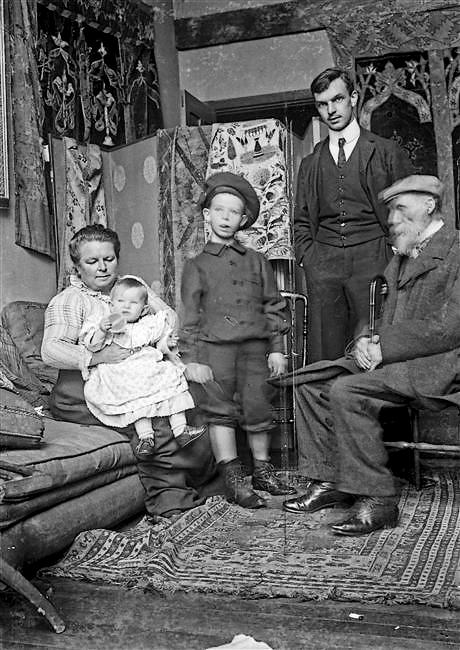
La famille d'Auguste Renoir (73, rue Caulaincourt, Paris) vers 1902-1903 : Auguste Renoir, sa femme Aline Charigot tenant Claude, Jean (avec un béret) et Pierre.

Jean Renoir naît le 15 septembre 1894 à 11 heures du soir dans le quartier de Montmartre, « la maison était le pavillon 6 du 13 de la rue Girardon », en face du château des Brouillards. 
Il est le deuxième fils du peintre Auguste Renoir. Sa mère est Aline Charigot, ancien modèle de son père, qu'Auguste Renoir a épousée en 1890. Pour s'occuper de lui, les Renoir font venir d'Essoyes, le village d'Aline, Gabrielle Renard, qui est la muse du peintre et conserve des relations très profondes avec Jean.
Jean Renoir est baptisé en 1896 à l'église Saint-Pierre de Montmartre, à Paris. Sa marraine est Jeanne Baudot et son parrain Georges Durand-Ruel.

### L'armée
Après des études médiocres, il s'engage dans l'armée en 1913, et rejoint le corps des dragons. En 1914, quand commence la Première Guerre mondiale, il est maréchal des logis au 3e escadron du 1er régiment de dragons sous les ordres du capitaine Louis Bossut, modèle possible du capitaine de Boëldieu de La Grande Illusion. Il est nommé sous-lieutenant à titre temporaire le 24 février 1915 et passe au 6e B.C.P.
Le 27 avril 1915, alors qu'il vient de passer dans les chasseurs alpins, Renoir a le col du fémur fracturé par une balle, au cours d'une patrouille sur les hauteurs d'Orbey, en Alsace, blessure qui le fera boiter toute sa vie. Il évite de justesse l'amputation grâce à la présence fortuite du professeur Laroyenne de Lyon. Celui-ci, alors chirurgien sous les drapeaux, s'oppose à cette intervention chirurgicale et lui fournit les soins nécessaires.
En juin 1915, hospitalisé à Besançon, il apprend la mort de sa mère à l'hôpital de Nice. Convalescent à Paris, aux côtés de son père, Jean passe sa vie dans les cinémas, voyant jusqu'à vingt-cinq films par semaine, dont Les Mystères de New York et les films de Charlie Chaplin. En 1916, il retourne au front et sert dans l'aviation, où sa mauvaise jambe ne le gêne pas. Il est affecté dans une escadrille de reconnaissance, et y apprend la photographie.

### Après-guerre et premiers films
En 1920, il s'installe comme céramiste à Cagnes-sur-Mer ; il y épouse le 24 janvier 1920 à 10 heures l'un des modèles de son père, Andrée Heuschling,, « d'une beauté insolite ». Jean, qui  veut faire d'elle une vedette de cinéma, écrit un petit sujet, Catherine ou Une vie sans joie, qu'il finance lui-même et fait réaliser par Albert Dieudonné. Andrée Heuschling devient Catherine Hessling. Le film achevé est une déception pour Jean, mais, dit-il, « le démon de la mise en scène était en moi. » La découverte, en 1924, du film d'Erich von Stroheim, Folies de femmes (Foolish Wives), l'enthousiasme, et décide de la suite de sa carrière.
Son premier long métrage, La Fille de l'eau (1924), est une fable bucolique à l'esthétique impressionniste, dans lequel jouent sa jeune épouse et son frère aîné, Pierre Renoir. L'accueil mitigé réservé au film ne décourage pas le cinéaste. Il se lance peu après dans une production coûteuse, Nana, d'après le roman d'Émile Zola, en 1926. Pour financer ce film, il vend plusieurs toiles héritées de son père. L'échec commercial du film le détourne pour longtemps de la production. Suivent une série de réalisations aux inspirations très diverses, La Petite Marchande d'allumettes (1928), d'après Andersen, incursion dans l'expressionnisme ; Tire-au-flanc (1928), comédie militaire ; On purge bébé (1931), d'après Georges Feydeau, son premier film parlant.
En 1927, Jean Renoir accepte de jouer un simple rôle dans La P'tite Lili, court métrage d'Alberto Cavalcanti, pour aider Catherine Hessling à devenir une vedette de cinéma. Par une étonnante coïncidence, ce film réunit les trois compagnes de Renoir qui ont le plus compté dans son existence : sa première épouse Catherine Hessling, sa « monteuse et compagne » des années 1930, Marguerite Renoir, et Dido Freire, amie de Cavalcanti, qui devient sa seconde épouse.

### Période réaliste
La Chienne (1931) marque un tournant dans l'œuvre de Jean Renoir. C'est un des premiers films français parlants, adapté d'un roman de Georges de La Fouchardière. Le film offre à Michel Simon un rôle de petit-bourgeois martyrisé par son épouse et abusé par une femme de petite vertu elle-même manipulée par son souteneur. Le tournage de La Chienne est par ailleurs à l'origine de la séparation de Renoir et Catherine Hessling, dépitée d'avoir été remplacée par Janie Marèse pour le premier rôle féminin.
À partir de 1932, Renoir vit avec Marguerite Houllé, rencontrée en 1927 sur le tournage de La P'tite Lili, sa monteuse attitrée qui travaille sur tous ses films de 1931 à 1939. Marguerite prend le nom de Marguerite Renoir, bien que leur vie commune n'ait jamais été officialisée.
Après La Nuit du carrefour (d'après Georges Simenon, 1932), dans lequel Pierre Renoir interprète le commissaire Maigret, le réalisateur tourne une série d'œuvres majeures : Boudu sauvé des eaux (avec à nouveau Michel Simon, 1932), Le Crime de monsieur Lange (avec Jules Berry, 1935), Partie de campagne (1936, sorti en 1946) dont son neveu, Claude Renoir, signe la photographie, et Les Bas-fonds (avec Louis Jouvet, 1936). Puisant son inspiration dans les romans de Gorki ou dans les nouvelles de Maupassant, Jean Renoir fait preuve d'un sens aigu du réel, qu'il met au service d'un véritable naturalisme poétique.

### Engagement politique
Sa vie commune avec Marguerite Renoir marque une transformation dans son œuvre. Née dans une famille ouvrière, fille de syndicaliste, sœur d'un militant communiste, elle le convainc peu à peu de défendre la cause ouvrière, et le présente au groupe Octobre dont font partie entre autres Jacques Prévert, Roger Blin et Maurice Baquet. En 1936, Renoir lui offre un rôle à ses côtés dans Partie de campagne.
Désormais, sa production prend une dimension ouvertement politique, marquée par les idées du Front populaire : Le Crime de monsieur Lange (1935), Les Bas-fonds, La vie est à nous (1936), La Marseillaise (1937). La vie est à nous est produit par le PCF, et La Marseillaise coproduit par la CGT, avec un original système de participation des spectateurs qui achètent leur place à l'avance. Ce film est un semi-échec commercial. Renoir, qui n'a jamais été membre du Parti communiste, écrit régulièrement dans des périodiques de gauche, le quotidien Ce soir, la revue Regards et Ciné-Liberté.
Avant la Seconde Guerre mondiale, il tente de promouvoir un message de paix avec La Grande Illusion (1937), montrant l'absurdité de la guerre. Il fait tourner dans ce film, en manière d'hommage, le cinéaste qu'il admire le plus, Erich von Stroheim, aux côtés de Jean Gabin et de Pierre Fresnay. Dans La Bête humaine (1938), il s'efforce de mettre en scène les enjeux sociaux de l'époque.

Dans son chef-d'œuvre, La Règle du jeu (1939), sorti en juillet, Renoir prévoit l'effondrement des valeurs humanistes et brosse un tableau sans complaisance des mœurs de la société française. À la veille de la Seconde Guerre mondiale, ce film est son plus grand échec commercial. Renoir a raconté qu'à la première de son film, il a vu un homme qui essayait de mettre le feu à la salle avec un journal et des allumettes. François Truffaut, dans son livre Les Films de ma vie, écrit : 

« La Règle du jeu (1939) c'est le credo des cinéphiles, le film des films, le plus haï à sa sortie, le plus apprécié ensuite. »

Sa liaison avec Marguerite se termine, et il vit désormais avec Dido Freire, rencontrée sur le tournage de La P'tite Lili, engagée comme scripte sur le tournage de La Règle du jeu, et qui devient sa dernière épouse.
En janvier 1940, il part en Italie pour tourner La Tosca, d'après la pièce de Victorien Sardou, avec Michel Simon.
Sur les conseils de l'ambassadeur de France, en mai 1940, il quitte prématurément le tournage (une seule séquence est tournée par Renoir, le reste par son ami et scénariste Carl Koch) pour rentrer à Paris. En juillet, grâce au réalisateur Robert Flaherty, Renoir obtient un visa de travail pour les États-Unis.
Il avait cependant initialement offert ses services à Vichy, le critique cinématographique Pascal Mérigeau notant : « Renoir ne s'est pas opposé au courant dominant, […] il l'a accompagné, s'exprimant et se comportant comme le pétainiste convaincu que probablement il n'était pas, au service de la seule cause qui lui importait, la sienne propre. »
Il quitte Marseille avec Dido en octobre 1940 pour Lisbonne et les États-Unis. Sur le bateau, il rencontre un passager notable, Antoine de Saint-Exupéry, avec lequel il travaille sur une adaptation du roman de celui-ci, Terre des hommes, qui n'aboutira pas.

### Période américaine
Renoir arrive à Hollywood le 10 janvier 1941. Après de nombreuses et longues négociations, il signe enfin un contrat avec la Fox et dirige L'Étang tragique (Swamp Water) en 1941, écrit par Dudley Nichols, scénariste attitré de John Ford, film tronqué par les contraintes de la production qui exige de nombreux plans tournés en studio. Néanmoins le film poursuit le cheminement de Renoir dans sa réflexion sociale, qui met en relief la différence, l'exclusion, puis la réhabilitation des personnages, incarnés ici par Anne Baxter et Walter Brennan. Le film est un échec commercial et Renoir doit défendre ses convictions pour poursuivre son œuvre (il tourne six films aux États-Unis). Il épouse Dido Freire en février 1944, à Los Angeles, avec Charles Laughton et Dudley Nichols comme témoins.
Renoir qui s'adapte difficilement au système hollywoodien, réalise en 1943 et 1944 deux films de résistance Vivre libre (This Land Is Mine), avec Charles Laughton et Salut à la France (A Salute to France). En 1945, il tourne L'Homme du Sud (The Southerner), film proche de thèmes chers à John Ford (Les Raisins de la colère, La Route au tabac, Qu'elle était verte ma vallée) : la misère, la communauté, la famille, la relation étroite avec la terre, le terroir, le territoire. L'Homme du Sud lui vaut une nomination à l'Oscar du meilleur réalisateur. En 1946, dans Le Journal d'une femme de chambre (The Diary of a Chambermaid), d'après le roman d'Octave Mirbeau, il fait tourner Paulette Goddard, épouse de son ami Burgess Meredith et ex-épouse de Charlie Chaplin.
Jean Renoir termine sa période américaine avec La Femme sur la plage (The Woman on the Beach) en 1947, avec Robert Ryan et Joan Bennett, un film noir, amputé au montage, qui ne trouve pas son public. Darryl F. Zanuck déclare, après cet échec : « Renoir a beaucoup de talent, mais il n'est pas des nôtres. » Sans aucune amertume, Jean Renoir est toujours profondément reconnaissant envers les États-Unis. Il prend d'ailleurs la double nationalité, comme son fils Alain, né en 1921 de son union avec Catherine Hessling.

### L'Inde. Derniers films

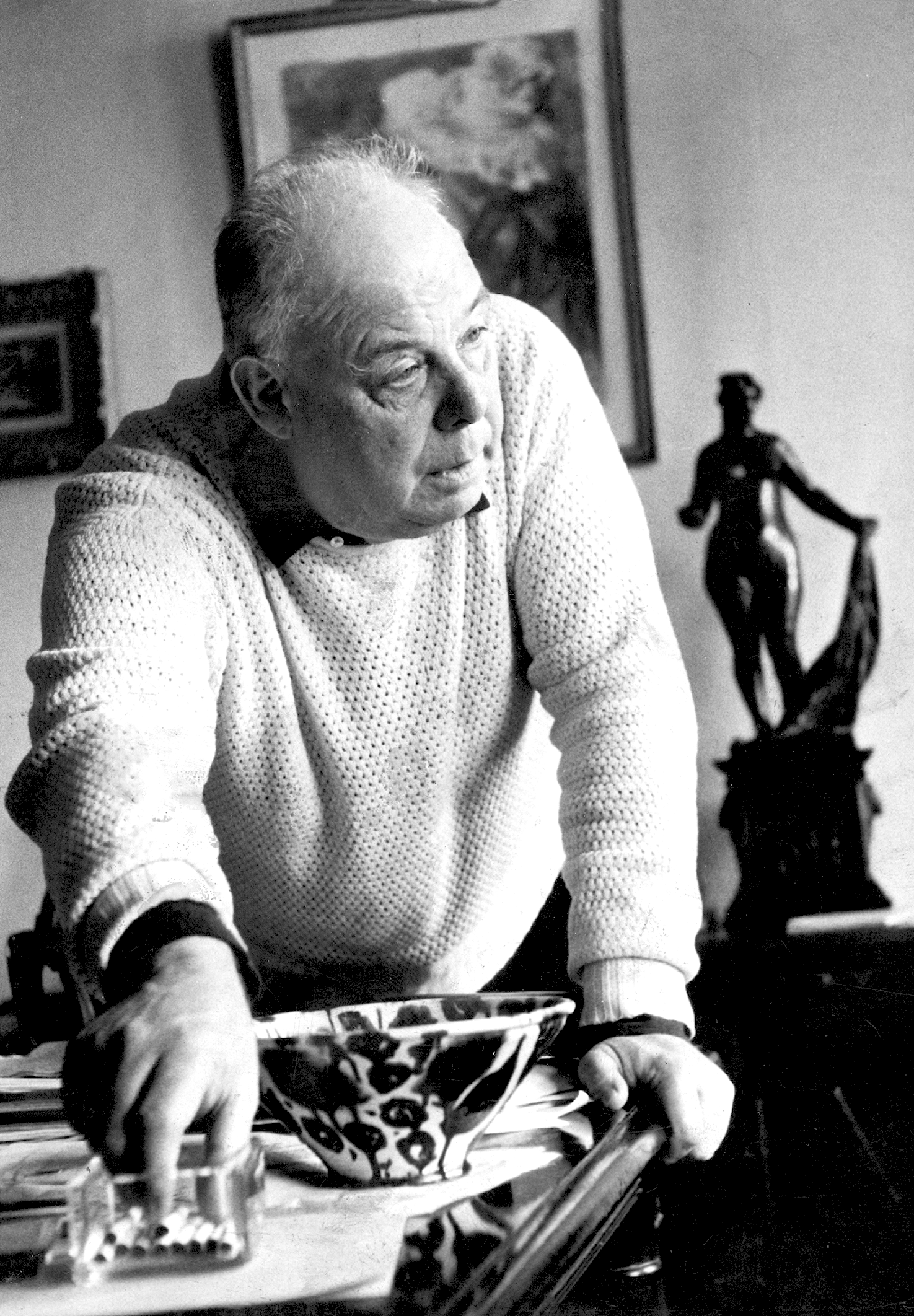
Jean Renoir chez lui, en 1959.

En 1949, Renoir découvre le roman de Rumer Godden, The River, et décide de partir pour l'Inde tourner son premier film en couleurs, Le Fleuve (The River), film épousant le rythme du Gange et attentif aux êtres vivants. Ce film a une influence durable sur le cinéma indien et sur Satyajit Ray.
De retour en France en 1952, Jean Renoir tourne Le Carrosse d'or (d'après Prosper Mérimée, 1952), French Cancan (avec Jean Gabin et Françoise Arnoul, 1955), Elena et les Hommes (avec Ingrid Bergman et Jean Marais, 1956), Le Déjeuner sur l'herbe (avec Catherine Rouvel, 1959) et Le Caporal épinglé (d'après Jacques Perret, 1962).
Rencontrant des difficultés de plus en plus importantes à produire ses films, il se tourne alors vers la télévision (Le Testament du docteur Cordelier, 1959 ; Le Petit Théâtre de Jean Renoir, 1969-1971) et se consacre plus largement à l'écriture : il publie un livre sur son père, Pierre-Auguste Renoir, mon père (1962), son autobiographie, Ma vie et mes films (1974), un essai (Écrits 1926-1971, 1974), quelques pièces de théâtre, Orvet (1955), ainsi que plusieurs romans (Les Cahiers du capitaine Georges, 1966 ; Le Crime de l'Anglais, 1979).

### Distinctions
Il reçoit, lors des Oscars 1975, un Oscar d'honneur pour l'ensemble de son œuvre et se voit élevé au rang de commandeur de la Légion d'honneur deux ans plus tard. Il fait partie des très rares artistes français à avoir été honorés par une étoile au Hollywood Walk of Fame à Los Angeles, inaugurée le 8 février 1960 au 6212 Hollywood Blvd.

### Mort
Jean Renoir meurt à Beverly Hills, où il s'était retiré, le 12 février 1979. Il est enterré à Essoyes, dans l'Aube, près de son père, de son frère Pierre et de sa seconde épouse Dido.

### Décoration
- 1977 :  Commandeur de la Légion d'honneur

## Filmographie

### Réalisateur
- 1924 : Catherine ou Une vie sans joie (uniquement projeté en privé)
- 1925 : La Fille de l'eau
- 1926 : Nana
- 1927 : Sur un air de charleston
- 1927 : Une vie sans joie (deuxième version de Catherine)
- 1927 : Marquitta
- 1928 : La Petite Marchande d'allumettes
- 1928 : Tire-au-flanc
- 1928 : Le Tournoi dans la cité
- 1929 : Le Bled
- 1931 : On purge bébé
- 1931 : La Chienne
- 1932 : La Nuit du carrefour
- 1932 : Boudu sauvé des eaux
- 1932 : Chotard et Cie
- 1934 : Madame Bovary
- 1935 : Toni
- 1936 : Le Crime de monsieur Lange
- 1936 : Partie de campagne
- 1936 : La vie est à nous
- 1936 : Les Bas-fonds
- 1937 : La Grande Illusion
- 1938 : La Marseillaise
- 1938 : La Bête humaine
- 1939 : La Règle du jeu
- 1941 : L'Étang tragique (Swamp Water)
- 1943 : Vivre libre (This Land Is Mine)
- 1945 : L'Homme du Sud (The Southerner)
- 1946 : Le Journal d'une femme de chambre (The Diary of a Chambermaid)
- 1946 : Salut à la France (Salute to France)
- 1947 : La Femme sur la plage (The Woman on the Beach)
- 1951 : Le Fleuve (The River)
- 1953 : Le Carrosse d'or
- 1955 : French Cancan
- 1956 : Elena et les Hommes
- 1959 : Le Testament du docteur Cordelier
- 1959 : Le Déjeuner sur l'herbe
- 1962 : Le Caporal épinglé
- 1971 : Le Petit Théâtre de Jean Renoir

### Acteur ou intervenant
- 1924 : Catherine : le sous-préfet
- 1930 : Die Jagd nach dem Glück de Rochus Gliese : Robert
- 1936 : Partie de campagne : le père Poulain
- 1936 : La vie est à nous : le patron du bistrot
- 1938 : La Bête humaine : Cabuche
- 1939 : La Règle du jeu : Octave
- 1959 : Le Testament du docteur Cordelier : lui-même en présentateur
- 1971 : Le Petit Théâtre de Jean Renoir : lui-même en présentateur

### Prix et nominations

#### Récompenses
- Prix Louis-Delluc 1936 pour Les Bas-fonds
- Mostra de Venise 1937 : prix de la meilleure contribution artistique pour La Grande Illusion
- Oscars 1946 : Oscar du meilleur réalisateur pour L'Homme du Sud
- Mostra de Venise 1946 : prix international de la critique pour L'Homme du Sud
- Mostra de Venise 1961 : prix international pour Le Fleuve

#### Sélections
- Mostra de Venise 1937 : en compétition pour la Coupe Mussolini pour La Grande Illusion
- Mostra de Venise 1939 : en compétition pour la Coupe Mussolini pour La Bête humaine
- Mostra de Venise 1961 : en compétition pour le Lion d'or pour Le Fleuve
- Berlinale 1962 : en compétition pour l'Ours d'or pour Le Caporal épinglé

## Théâtre

### Mise en scène
- 1954 : Unique représentation de Jules César de William Shakespeare dans les arènes d'Arles[15], décors réalisés par le peintre Guy Renne[16].
- 1955 : Orvet de Jean Renoir, Théâtre de la Renaissance

### Adaptation
- 1957 : Le Grand Couteau de Clifford Odets, mise en scène Jean Serge, théâtre des Bouffes-Parisiens, créée le 4 octobre 1957

## Publications
- Orvet, pièce en trois actes, Paris, Gallimard, 1955
- Renoir, biographie, Paris, Hachette, 1962 ; réédition sous le titre Pierre-Auguste Renoir, mon père, Gallimard, collection Folio, 1981  (ISBN 9782070372928) Prix Charles-Blanc de l’Académie française en 1963[17].
- Les Cahiers du capitaine Georges, Paris, Gallimard, 1966
- Jean Renoir, Ma vie et mes films, Paris, Flammarion, coll. « Champs » (no 501), 1987 (1re éd. 1974), 265 p. (ISBN 978-2-08-081501-9, OCLC 470080571), 2005  (ISBN 2-08-081501-6)
- Écrits 1926-1971, Paris, Pierre Belfond, 1974
- Carola, pièce en trois actes, L'Avant-Scène Théâtre no 597 ; diffusée à la télévision américaine le 6 février 1973
- Le Cœur à l'aise, Paris, Flammarion, 1978
- Julienne et son amour suivi de En avant Rosalie, Paris, Henri Veyrier, 1978
- Le Crime de l'Anglais, Paris, Flammarion, 1979
- Geneviève, Paris, Flammarion, 1979
- Lettres d'Amérique, Paris, Presses de la Renaissance, 1984

## Iconographie

Jean Renoir peint par son père
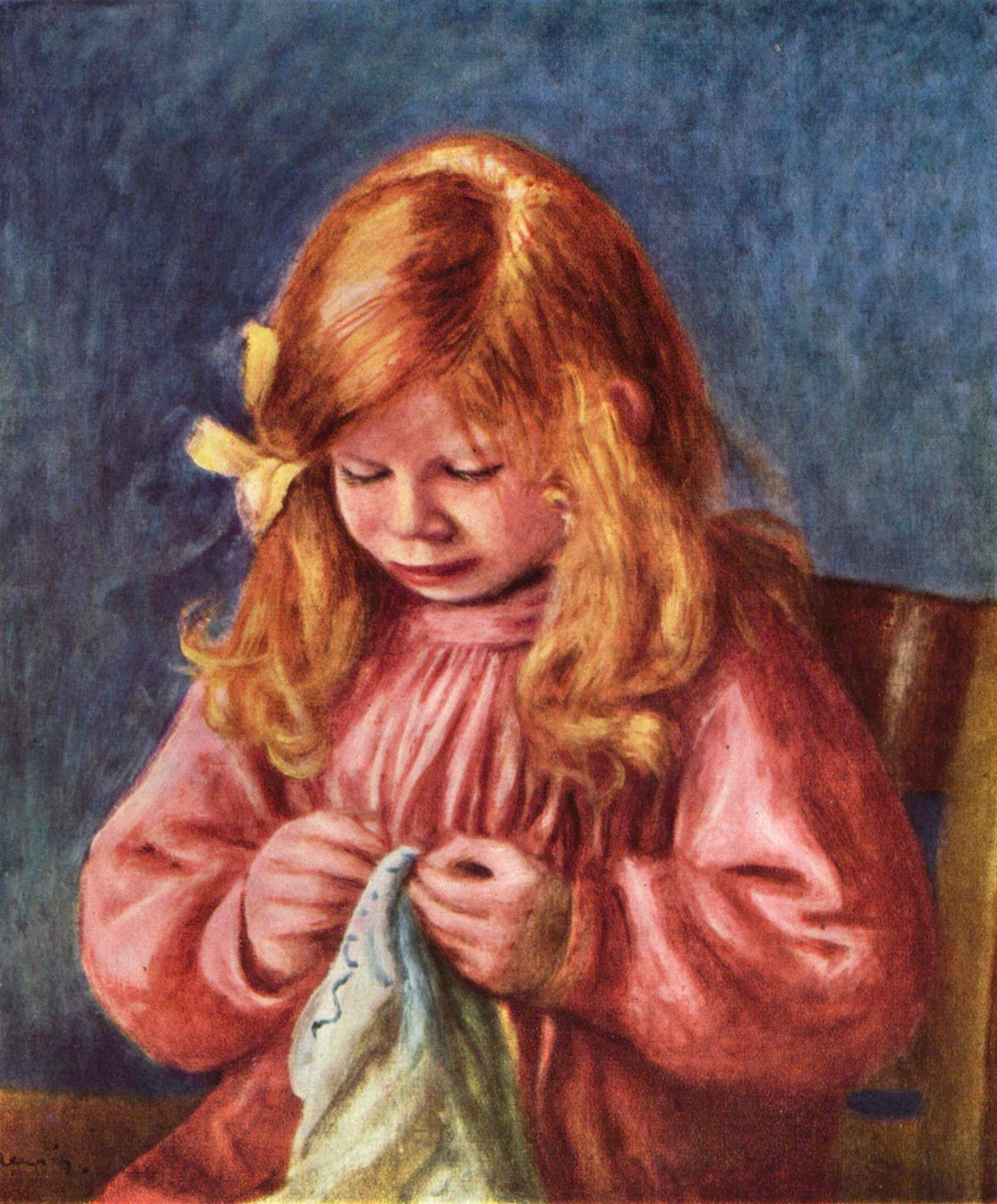
Jean Renoir cousant, par Auguste Renoir, vers 1899, Art Institute of Chicago.
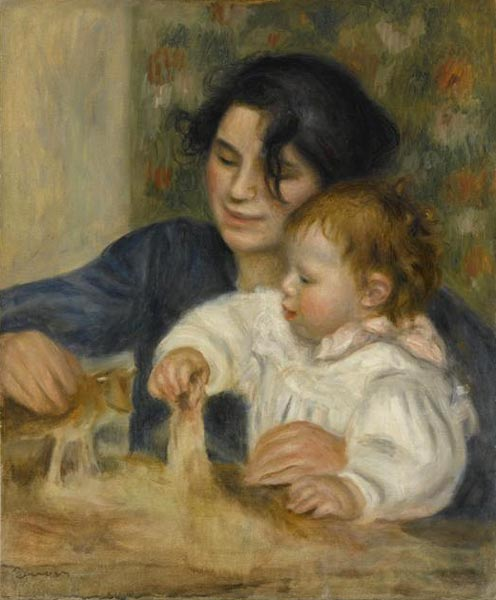
Gabrielle Renard et Jean, 1895-1896.
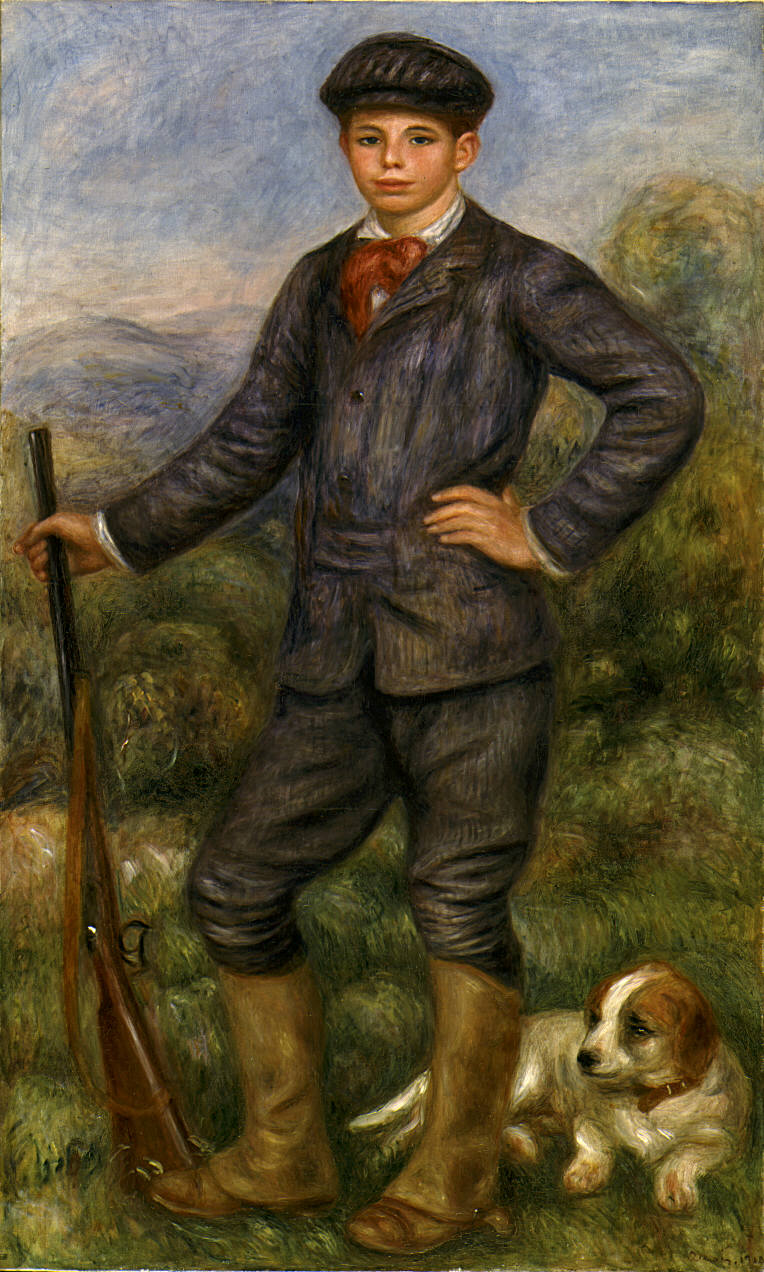
Jean Renoir en chasseur, 1910, musée d'Art du comté de Los Angeles.

## Hommages
- Rue Jean-Renoir inaugurée en 1994 dans le quartier de Bercy du 12e arrondissement de Paris.
- Collèges Jean-Renoir à Bourges et à Neuville-sur-Saône.
- Lycée français Jean-Renoir à Munich.
- Plusieurs cinémas, par exemple à Aix-en-Provence , Martigues ou à Roanne.
- Un collège-lycée Auguste-et-Jean-Renoir porte le nom du réalisateur et de son père, à Angers.
- Une rue et une école maternelle portent le nom de Jean Renoir à Noisy-le-Sec (93130).
- Une cité scolaire (anciennement le lycée Frémin) porte le nom de Jean Renoir à Bondy (93140).

## Exposition
- « Renoir père et fils », musée d'Orsay (Paris), 2018-2019